# Roger Broders
Roger Broders (* 2. März 1883 in Paris; † 20. Oktober 1953 ebenda) war ein französischer Illustrator und Plakatkünstler.

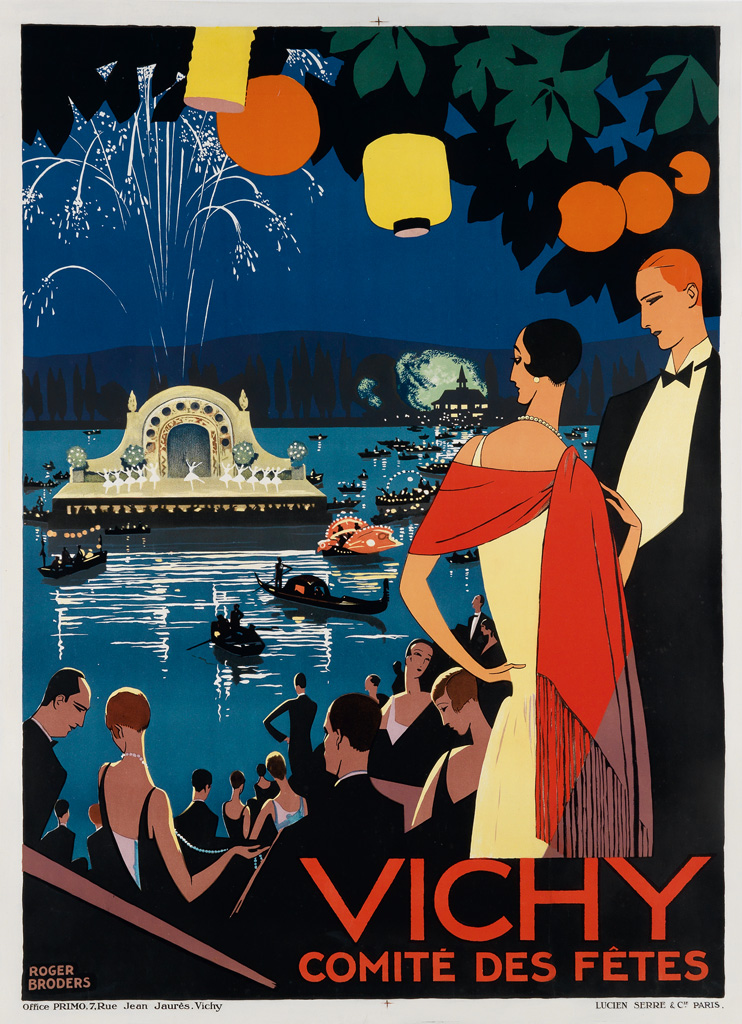
Vichy Comité des Fêtes (1928)

## Leben
In den 1920er und 1930er Jahren entwarf er Plakate für die französischen Eisenbahngesellschaften Compagnie des chemins de fer de Paris à Lyon et à la Méditerranée (PLM) und Société nationale des chemins de fer français (SNCF), die für ihre Strecken zur Côte d’Azur und in die Französischen Alpen und die dortigen Nebenstrecken  Werbung machten. Die PLM unterstützte Broders Arbeit, indem sie ihm seine Reisen in die Touristengebiete bezahlte. Ein weiterer Kunde war die Compagnie Internationale des Wagons-Lits (CIWL). Broders gestaltete Plakate für die Luxuszüge der CIWL, so etwa für den Simplon-Orient-Express oder den Taurus-Express.
Weitere Arbeiten Broders befassten sich mit anderen touristischen Attraktionen, so zum Beispiel im Auftrag des tunesischen Fremdenverkehrsverbandes sein Plakat über den Golf de la Soukra Tunis aus den 1930er Jahren.
In einigen der Bücher des Verlages Pierre Lafitte mit den Erlebnissen des Meisterdiebs Arsène Lupin finden sich in den 1920er und 1930er Jahren auf den Innenseiten Broders Illustrationen. In den 1940er Jahren illustrierte er während der deutschen Besatzung Frankreichs im Zweiten Weltkrieg vier in französischer Sprache in Tours erschienene Werke Karl Mays.
1950 veröffentlichte der Verlag Mame in Tours ein Bändchen mit Illustrationen zu Jeanne d’Arc, die Broders nach der Vorlage von Fotos aus dem gleichnamigen Film mit Ingrid Bergman erstellte.
Heute sind seine etwa 100 Plakate Sammelobjekte. 2011 erschien in München ein Band Eisenbahnplakate mit Abbildungen verschiedener seiner Plakate.